# Música de Zimbabue

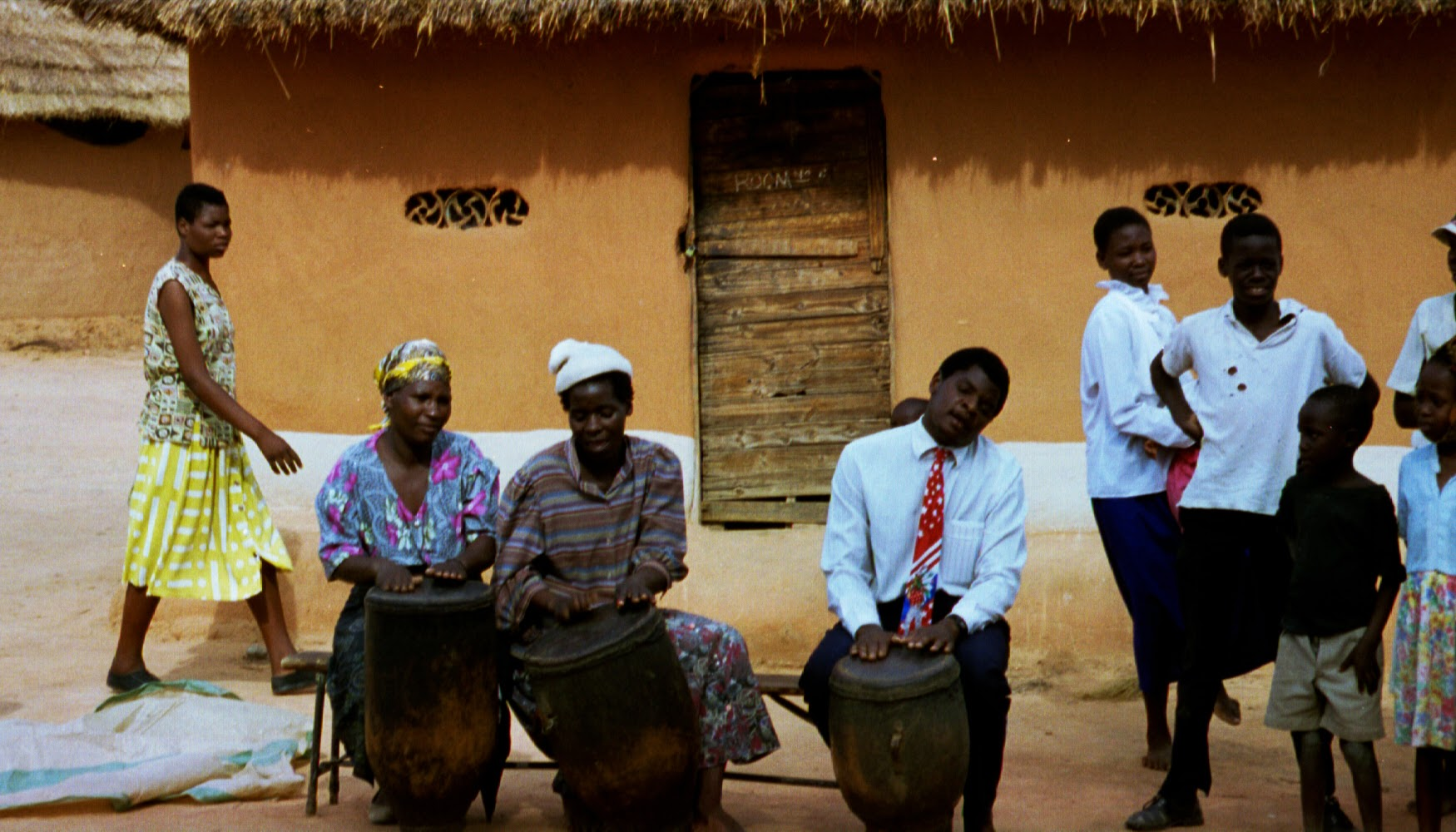
Tambores Ngoma en Zimbabue

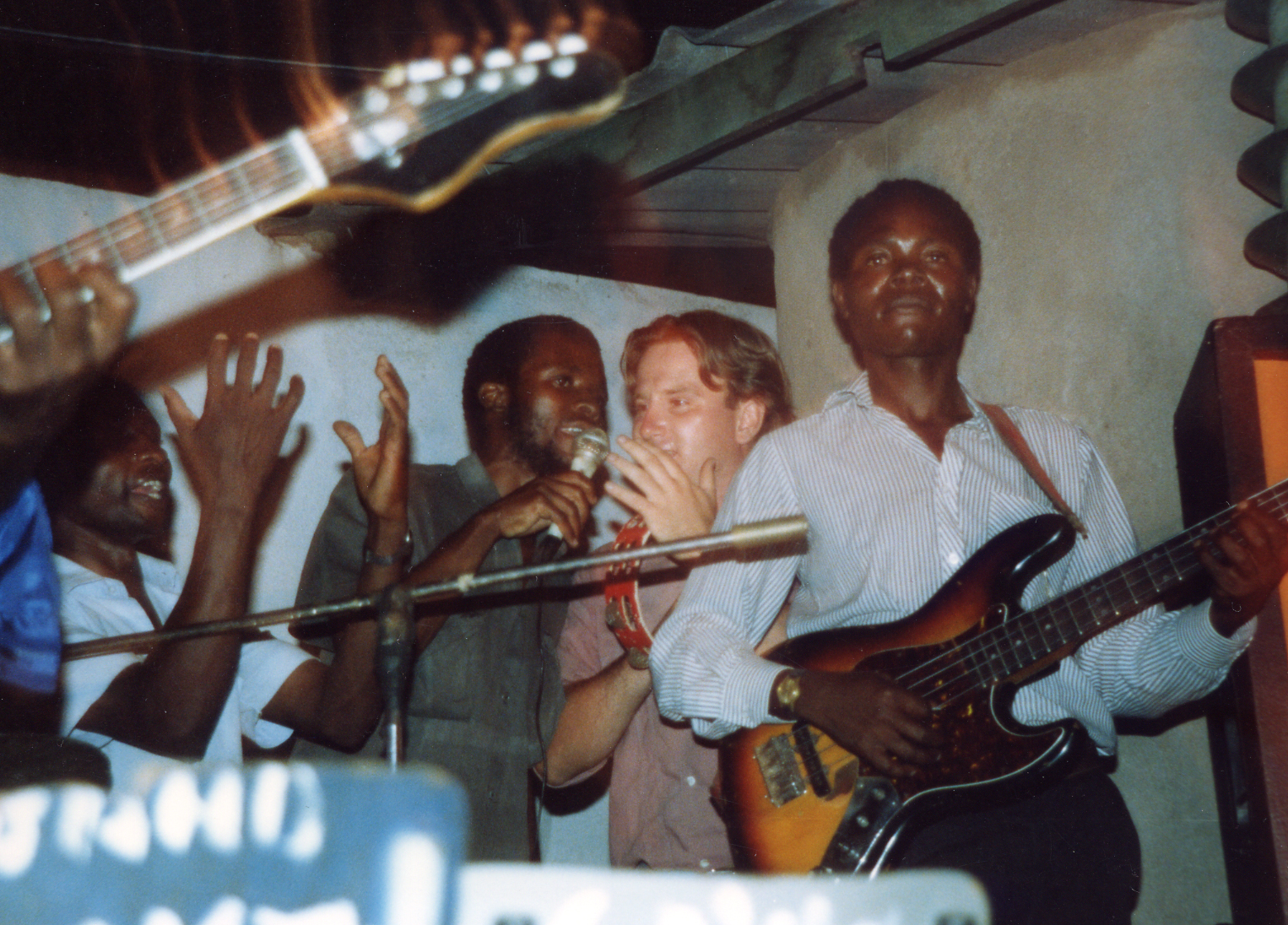
Músicos que tocan música pop zimbabuense, Distrito de Mberengwa, 2005

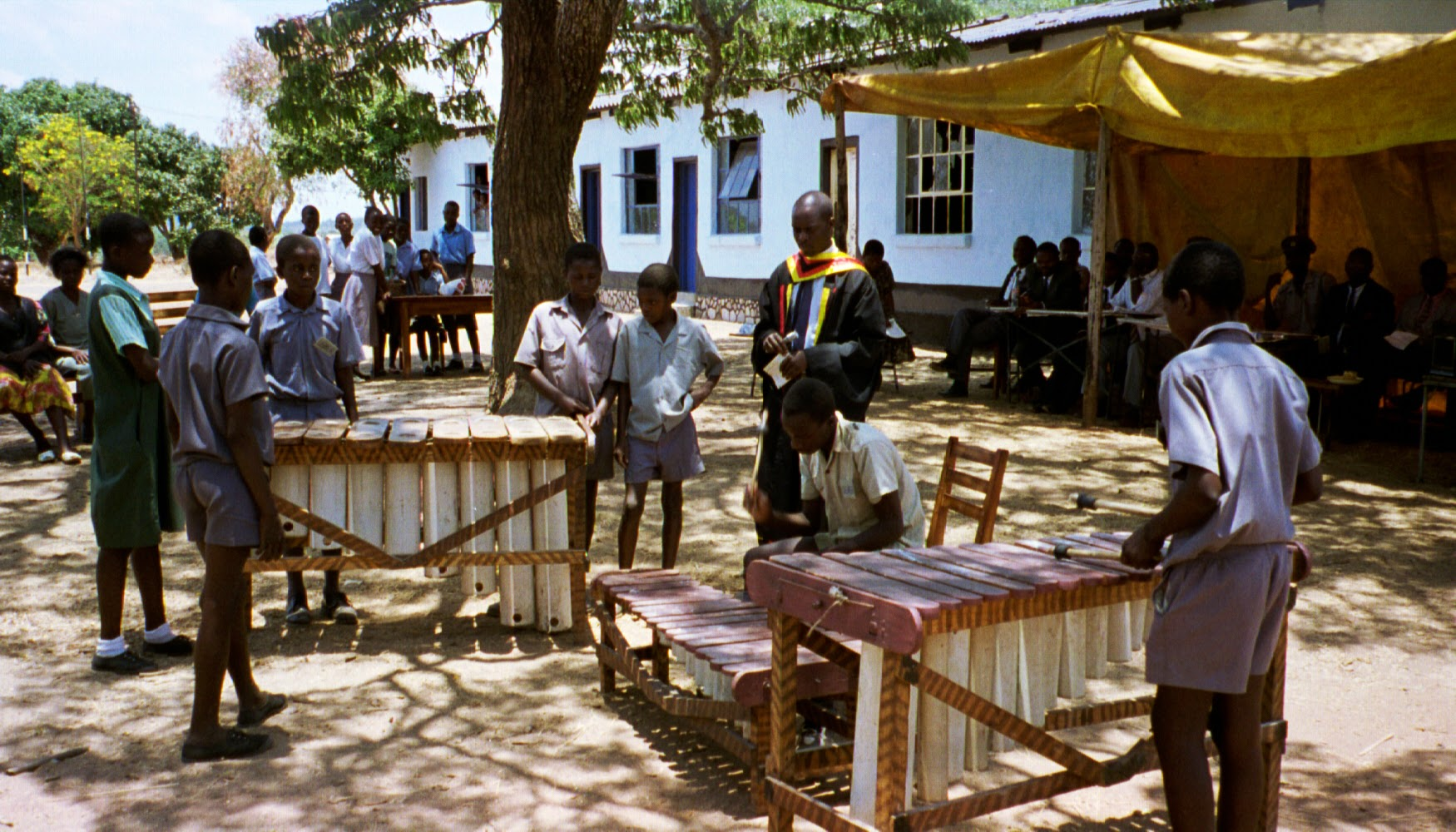
Estudiantes de primaria de Zimbabue tocando las marimbas

La música zimbabuense incluye estilos como el folk y el pop. Gran parte de la música folk incorpora la mbira –un instrumento musical idiófono–, los tambores Ngoma y el hosho –un instrumento musical zimbabuense que consta de una pareja de calabazas maranka (mapudzi) con semillas, similar al maracas.  
La música ha jugado un papel importante en la historia de Zimbabue, en la tradicional ceremonia de Bira, utilizada para invocar a los espíritus ancestrales, mediante canciones protesta durante la lucha por la independencia del país.
La música en muchas culturas, tiene la habilidad de acercar a las personas. Para la comunidad Shona de Zimbabue, la música los vincula a su cultura e identidad individual. La forma de vida zimbabuense estaba amenazada con la expansión del colonialismo en Zimbabue. Este movimiento obligó al pueblo Shona a abandonar sus tierras sagradas ancestrales, el corazón de su cultura. Sin embargo, lucharon para mantener vivas sus tradiciones y ancestros a través de la representación musical. La música puede evocar ciertos estados de ánimo a través de los sentimientos. Es un lenguaje universal que puede conectar con su pasado personal y también es capaz de difundir mensajes a través de los sonidos.

## Mbira
La mbira es un instrumento que forma parte integral de la música y la cultura zimbabuense, con un fuerte arraigo tradicional. Está clasificado por los musicólogos como lamelófono, uno de los instrumentos de la familia de los idiófonos punteados. Se crea a partir de objetos encontrados en la naturaleza, como puede ser una tabla de madera a menudo equipada con un resonador y unas lengüetas metálicas que forman las claves. Con frecuencia se reproduce en un deze (resonador de calabaza ) que amplifica el sonido usando conchas o tapas de botellas, colocadas alrededor de los bordes del mismo. A menudo se acompaña por el hosho, un instrumento de percusión. La mbira es un instrumento sagrado que desempeña un papel importante en las ceremonias religiosas, bodas y otras reuniones sociales del pueblo Shona. Sobre todo se usa en el desarrollo de los rituales religiosos tradicionales como la ceremonia de Bira, empleada para invocar a los espíritus ancestrales con más de mil años de historia.
La función más importante de la mbira es la de ser el medio de comunicación con los espíritus durante las ceremonias. Siendo la única vía para conectar entre los antepasados fallecidos, los antiguos guardianes tribales o los espíritus guardianes y los vivos. Entre las peticiones a los espíritus, realizadas a través de la mbira, se solicita que los espíritus traigan lluvia durante la sequía, la detengan durante las inundaciones o traigan nubes cuando el excesivo sol daña los cultivos. Este tipo de instrumentos se fabricaron con recursos obtenidos de la tierra que conectaba y conectan con los pueblos indígenas. La profunda conexión ha ayudado a las comunidades en Zimbabue a continuar con la tradición musical de la mbira a pesar del desarrollo del colonialismo.
El instrumento produce un sonido que imita los producidos por la lluvia o las corrientes de agua con tonos ricos y vibrantes similar a las campanas. El sonido capta la atención de los oyentes envolviéndolos y generando diferentes emociones y estados de excitación, alcanzando en algunos casos un estado de catalepsia. El repertorio musical tanto en la interpretación como en las variedades se realiza según el artista, sin que este se siga una forma específica de tocar el instrumento más que la propia creatividad del intérprete. 

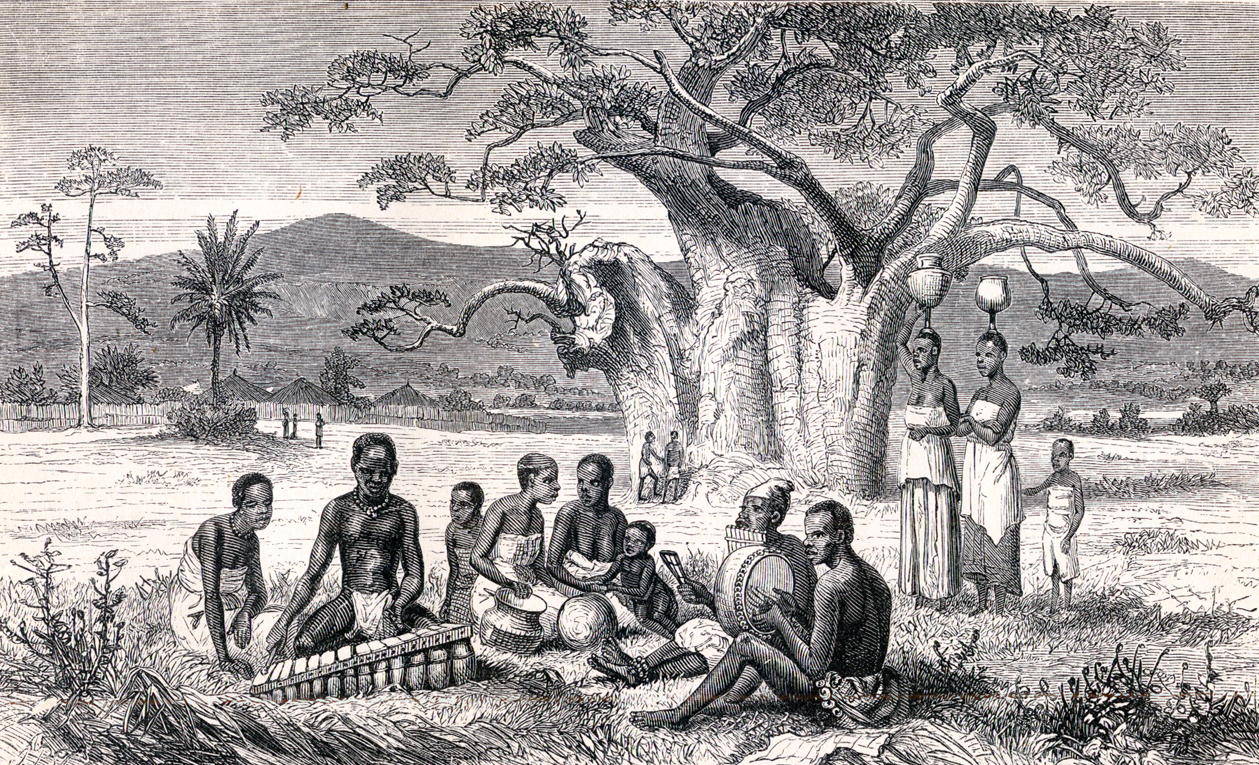
Reproducción de 1865. Grupo de músicos, algunos tocando la mbira.

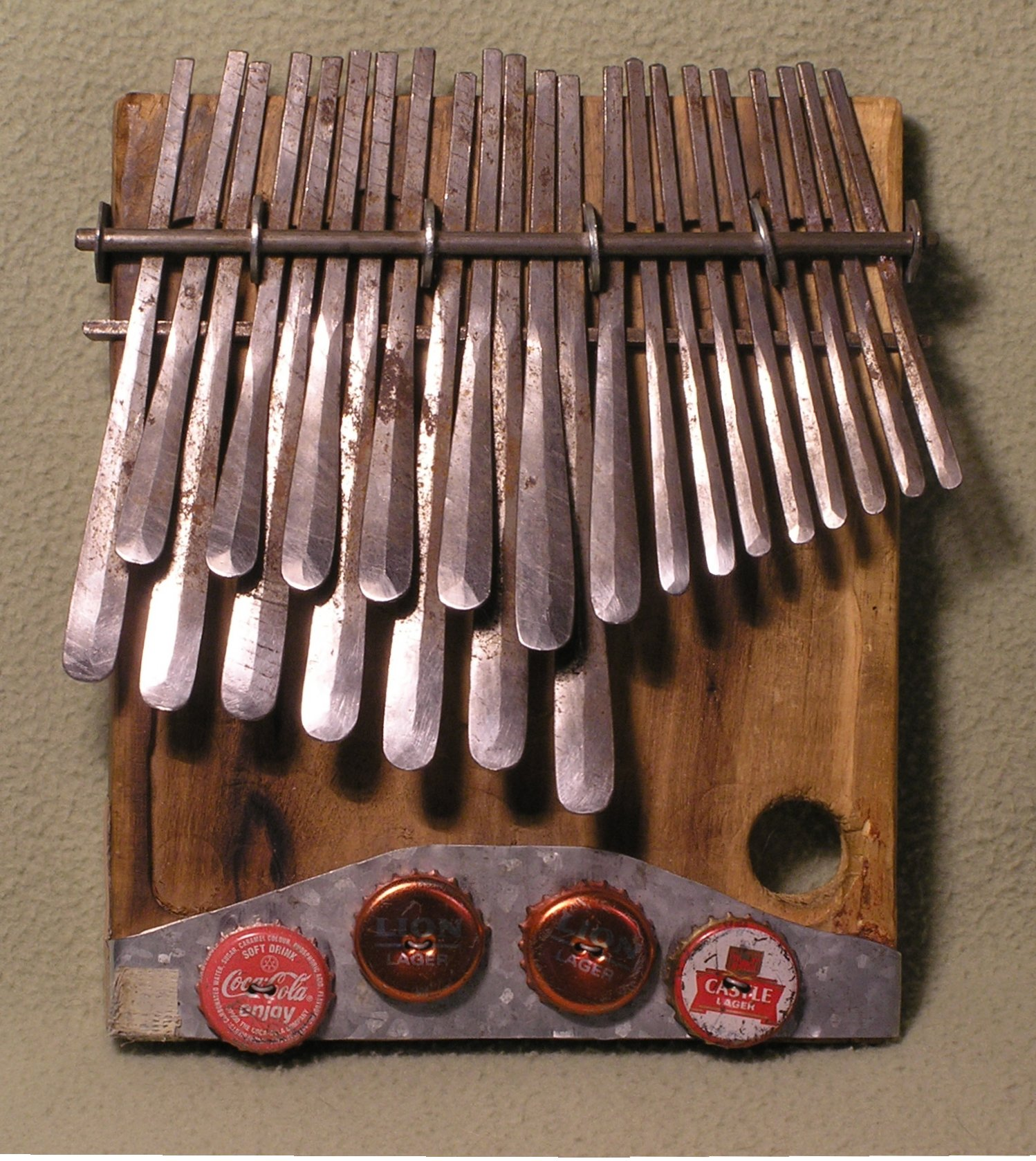
Mbira dzavadzimu

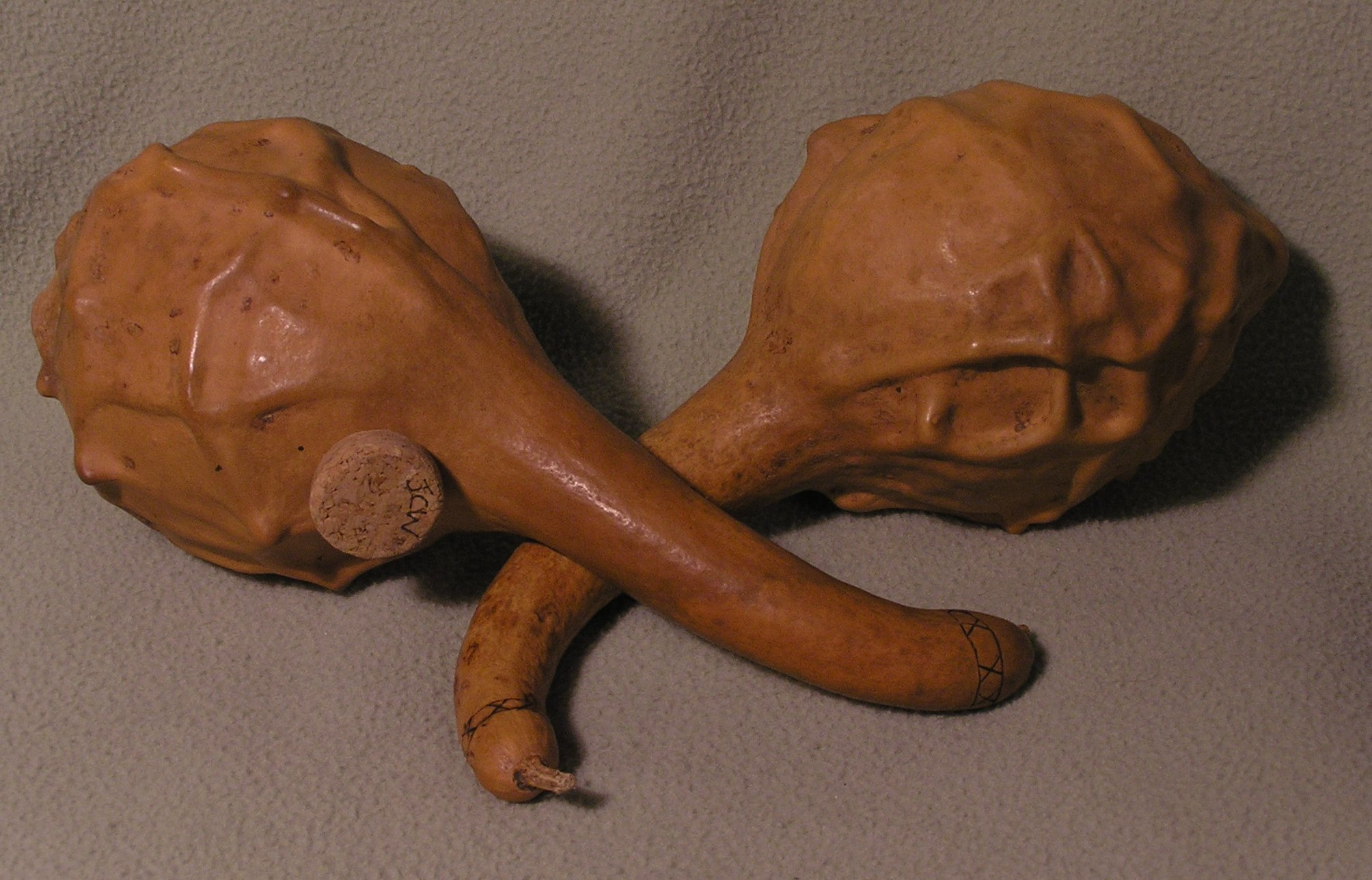
Hosho comúnmente usado para acompañar la música mbira

Aunque el musicólogo Hugh Tracey creyó que la mbira estuvo a punto de desaparecer en la década de 1930, el instrumento ha revivido a partir de la década de 1960 y 1970, ganando seguidores internacionales a través de las músicas del mundo. Algunos intérpretes conocidos de mbira son Dumisani Maraire, Ephat Mujuru, Stella Chiweshe pionero en el ámbito internacional, publicó temas en Mozambique, Luxemburgo y París entre otras ciudades; Chartwell Dutiro, Mbuya Dyoko, Cosmas Magaya, Tute Chigamba, Forward Kwenda y Chiwoniso Maraire.
En Zimbabue la música pop incorpora instrumentos autóctonos. El intérprete de mbira Chris Berry con su banda Panjea, alcanzó el récord de ventas platino en el país y en Mozambique, tocando un estilo de música basado en ritmos y melodías tradicionales de mbira, pero incorporando otros instrumentos y estilos como el hip-hop y dancehall. El dúo estadounidense de hip-hop Shabazz Palaces, creado por Tendai Maraire –hijo del intérprete de mbira Dumisani Maraire–, incorporó también la mbira a los instrumentos del dúo, siendo bien aceptado por la crítica.

## Música chimurenga
La música chimurenga es uno de los géneros populares más antiguos de Zimbabue, cuya característica es la de transmitir a través de sus letras mensajes de la protesta sociopolíticos. Desarrollado por Thomas Mapfumo, el estilo recibió su nombre derivado de la palabra en idioma Shona que significa «lucha», «levantamiento», o «lucha colectiva». Mapfumo y su banda, los Blacks Unlimited, desarrollaron un estilo de música basado en los sonidos tradicionales de la mbira, pero tocado con instrumentación eléctrica moderna como instrumento principal, junto con la guitarra rítmica, el bajo y la batería, a las que le unió los arreglos adaptados del inglés al idioma propio y las letras sobre temas sociales y políticos que dotaron al género de su propia identidad. La música de Mapfumo fue una herramienta de la guerra de liberación usada para criticar al gobierno de Rodesia de Ian Smith, pero que después de la independencia centró la atención para hablar de temas sobre la corrupción y la mala gestión del gobierno zimbabuense de Robert Mugabe.
A partir de la década de 1970 otros músicos se unieron al estilo Chimurenga convertido en un símbolo de identidad y cada vez más popular. Oliver Tutu Mtukudzi lo incorporó a su repertorio junto con sonidos reggae, jazz o jit , uniendo los instrumentos locales. En cuanto a las letras se incorporan temas como los familiares y los valores morales. En 1976 Thomas Mapfumo creó la Acid Band. Ante el auge de la chimurenga el gobierno acabó por censurarlo y posteriormente prohibiéndolo al considerarlo una amenaza. Tras la liberación de Zimbabue los ritmos chimurenga volvieron a sonar liderados por the Blacks Unlimited.
A finales de la década de 1980 la corrupción política hizo resurgir el género musical de nuevo, tras un periodo de menor intensidad. Las letras no resultaron tan críticas con el gobierno. A finales de los años 90 el músico de moda Simón Chimbetu inició un nuevo estilo musical del chimurenga surgido del popular sungura. Otros músicos continuaron con las críticas al gobierno a través de sus letras basadas en la chimurenga, entre ellos Matpfumo, quien en el año 2000 fijó su residencia en Estados Unidos, mientras en Zimbabue se prohibía la música chimurenga.

## Rumba
La rumba africana, o soukos, está asociada con la República Democrática del Congo, surgió a partir de la década de los años 50. La popularidad que ha alcanzado el estilo ha inspirado la creación de una marca propia de rumba de Zimbabue, interpretada por músicos como John Chibadura, Leonard Dembo, System Masvida, Simon Chimbetu y Leonard Karikoga Zhakata. El soukos ha influido en diferentes artistas como el grupo The R.U.N.N. family. 

## Sungura
El sungura es el género local de la industria de la música de Zimbabue. Se hizo popular a principios de la década de 1980, una vez que pasó la moda de la rumba. Gran parte de los estilos de sungura derivan del Kanindo, un tipo de música importado por los combatientes de la guerra de liberación que habían recibido capacitación en África Oriental, especialmente en Tanzania y Kenia. El estilo tomó su nombre del técnico de noticias y productor musical Kanindo, quien permaneció en Kenia durante esa época. Los combatientes durante la contienda solían bailar la música que Kanindo emitía durante las guardias conocidas como pungwe. El género fue importado a Zimbabue y adoptado por los músicos locales.
Fue iniciado por el líder Ephraim Joe, que ya contaba con creaciones musicales de éxito, y su banda Sungura Boys en la que incluyó a John Chibadura (guitarra) Simon Chimbetu (guitarra y voz) Naison Chimbetu, Ronnie Chataika, Michael Jambo (batería), Ephraim Joe (guitarra), Moses Marasha (bajo), Never Moyo (guitarra principal), Bata Sinfirio (ritmo guitarra), System Tazvida (guitarra y voz, Peter Moyo (guitarra y voz). El sungura es uno de los estilos musicales más importantes de Zimbabue.
El sungura se caracteriza por coros de voces pegadizas, guitarras rápidas tocadas por dos o tres guitarristas, un bajo y la batería. Los temas interpretados suelen ser sociales, en algunos casos se considera que el sungura es la música de las áreas rurales. El sungura se acompaña de coreografías bien diseñadas cuyo origen se remonta al chibhasikoro, una danza de los agricultores de las áreas rurales. Los movimientos del mismo son parecidos al pedaleo realizado por un ciclista.
Entre los creadores del género entre los años 1970 y 1980 estuvo Nicholas Zakaria Madzibaba, cuya aportación al sungura fue la formación de jóvenes artistas entre los que se encontraba Alick Macheso. Los Khiama Boys surgieron como sucesores naturales de los Sungura Boys después de su desaparición a mediados de los años ochenta. Los miembros incluyeron a System Tazvida (guitarra rítmica), Nicholas Zacharia (guitarra solista), Alick Macheso (bajo), Silas Chakanyuka (batería) y Zacharia Zakaria (guitarra subrítmica). Un gran número de estos artistas han forjado carreras exitosas con sus propias bandas, mientras que Nicholas Zacharia se ha mantenido como el líder de Khiama Boys. 

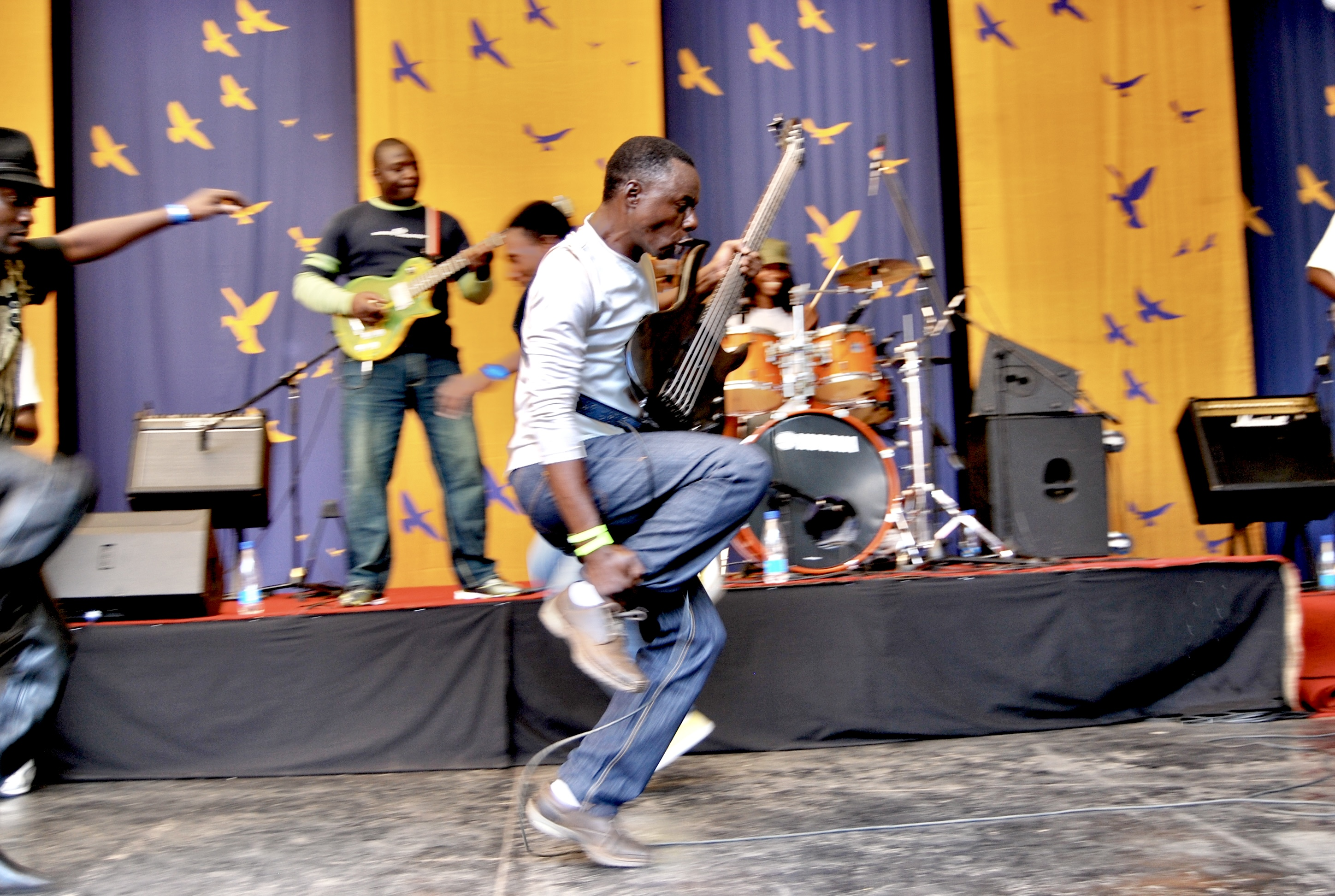
Alick Macheso en una actuación en 2012

James Chimombe, intérprete de baladas románticas, fue un músico de la primera generación de sungura y uno de los músicos más influyentes de la melodía de guitarra del género (compuesta por solista, ritmo y bajo), siendo el músico favorito del público a finales de los 80. Está considerado parte del patrimonio cultural de Zimbabue al derribar las tradiciones del colonialismo recuperando las tradiciones locales.
Los años 90 estuvieron dominados por músicos como el guitarrista Leonard Dembo, cuyas letras sugerentes generaron importantes éxitos de ventas inspirando a las siguientes generaciones de músicos; los Khiama Boys y el veterano Simon Chimbetu; después se incorporaron al estilo una nueva generación de artistas como Alick Macheso, Tongai Moyo y Somadhla Ndebele.  
La década de los años 2000 en pleno auge del género destacó la rivalidad mantenida en el terreno personal y profesional entre los dos músicos de sungura más importantes de la década, Alick Macheso y Tongai Moyo.
Otros artistas que pasaron por esta década fueron Joseph Garakara, Gift Amuli, Howard Pinjisi y Daiton Somanje. Y al final de la década Alick Macheso quien se hizo popular con baile Zoraaa butter.   

## Afro-jazz (Jazz de Zimbabue)
Afro-jazz es un término utilizado para la música de Zimbabue influenciada por un estilo de los ritmos locales que evolucionó en una parte del sur de África durante el siglo XX. Se pueden encontrar las similitudes de Kwela, un tipo música callejera basado en la flauta irlandesa usada en el sur de África con bases jazzísticas y un ritmo distintivo similar al skiffle. También está estrechamente relacionado con el Marabi, que fue el nombre que se le dio a un estilo empleado con teclado –a menudo son órganos de pedal baratos– que tenía un vínculo musical con el jazz estadounidense, el ragtime y el blues, con raíces profundas en la tradición africana. Los primeros músicos marabis formaban parte de una cultura musical underground –alternativa o contracultura– y, por lo general, no se solían grababar. Un ejemplo de este tipo de artista de principios de la década de 1940 fue August Musarurwa, músico de la talla de Skokiaan, cuya música se ha seguido desarrollando años después a través de su nieto el Príncipe Kudakwashe Musarurwa, que conserva raíces del estilo afro-jazz. 
Otra de las leyendas del afro-jazz fue el guitarrista Oliver Tutu Mtukudzi, quien publicó sesenta y siete álbumes a lo largo de cuarenta y cinco años de trayectoria musical, creando su propio sonido de afro-jazz conocido como Tuku music. Sus ritmos fueron una mezcla de sonidos étnicos locales mezclados con mbaqanga interpretadas con diferentes instrumentos, incluida la mbira. Las letras de sus canciones fueron escritas en shona, su lengua materna, se centraron en temas sociales, el sida, los derechos humanos y los abusos de alcohol y drogas. Entre las cantantes de afro-jazz el grupo Nobuntu, compuesto por cinco mujeres, interpreta canciones con instrumentos locales como la mbira acompañadas de danzas. El grupo fue nominado en 2015 como Mejor Músico del Año en los Premios Internacionales de la Mujer en Zimbabue, realizó giras por diferentes países de Europa (Italia, Alemania, Bélgica y Austria) y en 2016 actuó en Canadá en Toronto, Winnipeng, Victoria y Vancouver.

## Tuku Music
Oliver Tuku Mtukudzi conocido a nivel mundial como guitarrista es un grabador prolífico que juega con diferentes estilos. El músico conocido por sus letras punzantes de temática cotidiana y de interés social escribiendo canciones sobre el sida en Zimbabue. juega con diferentes estilos ha tocado con músicos como el malinés Ali Farka Toure o Diblo Diabala.

## Zimdancehall

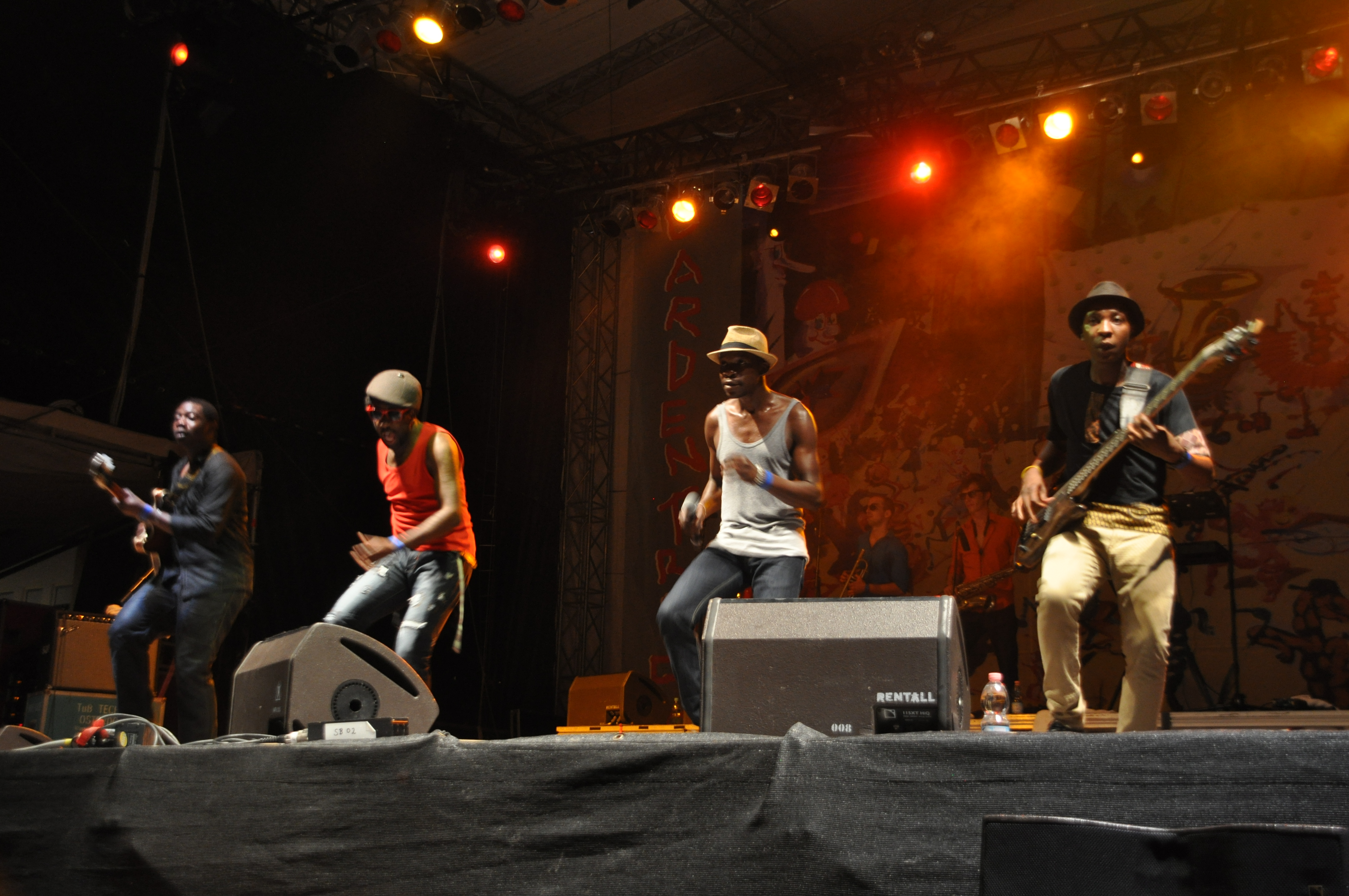
Mokoomba en el festival de música Bardentreffen en 2013 en Núremberg, Alemania

Zimdancehall es el término utilizado para la música zimbabuense influenciada por la música dancehall jamaicana y el reggae. Se debate sobre la cuestión de quién inició el zimdancehall en el país. Uno de los músicos creadores del estilo fue Winky D, autor de varios éxitos como "Hatiperekedzane", "Ngirozi" y "Bho Yangu". El auge del estilo estuvo causado por las rivalidades entre los diferentes intérpretes.
Las letras del zimdancehall varían según las zonas del país, así en Gweru algunas de las canciones, creadas por jóvenes zimbabuenses, contienen letras ordinarias sin el contenido de otros estilos en los que se recomiendan hábitos sanos como el no consumo de alcohol o drogas o recomendaciones morales rectas. En ellas se habla de la pobreza de la violencia y de los problemas del entorno social de los jóvenes autores, incluido el descontento con el gobierno y los disturbios de agosto de 2018 contra el gobierno de Munangagwa que se saldaron con la muerte de seis opositores. Los disturbios fueron tema de las canciones de Poptain Freedom (2018) o Tocky Vibes quien desafió al ejército con temas como "Zvitori Nani" o "It's Better". A medida que el conflicto se recrudeció con medidas contra los derechos cantantes como Lady Squanda usaron su música como medida de protesta con nuevos temas como "Kuchaya Mapoto" o "Beat the Pot".
Entre los intérpretes destacados en el género se encuentran Souja Luv, Killer T, Enzo Ishall, Jah Signal, Winky D, Ras Caleb, Kinna, Chillspot records, Seh Calaz, freeman, Boss Pumacol, Uncle Epaton. 

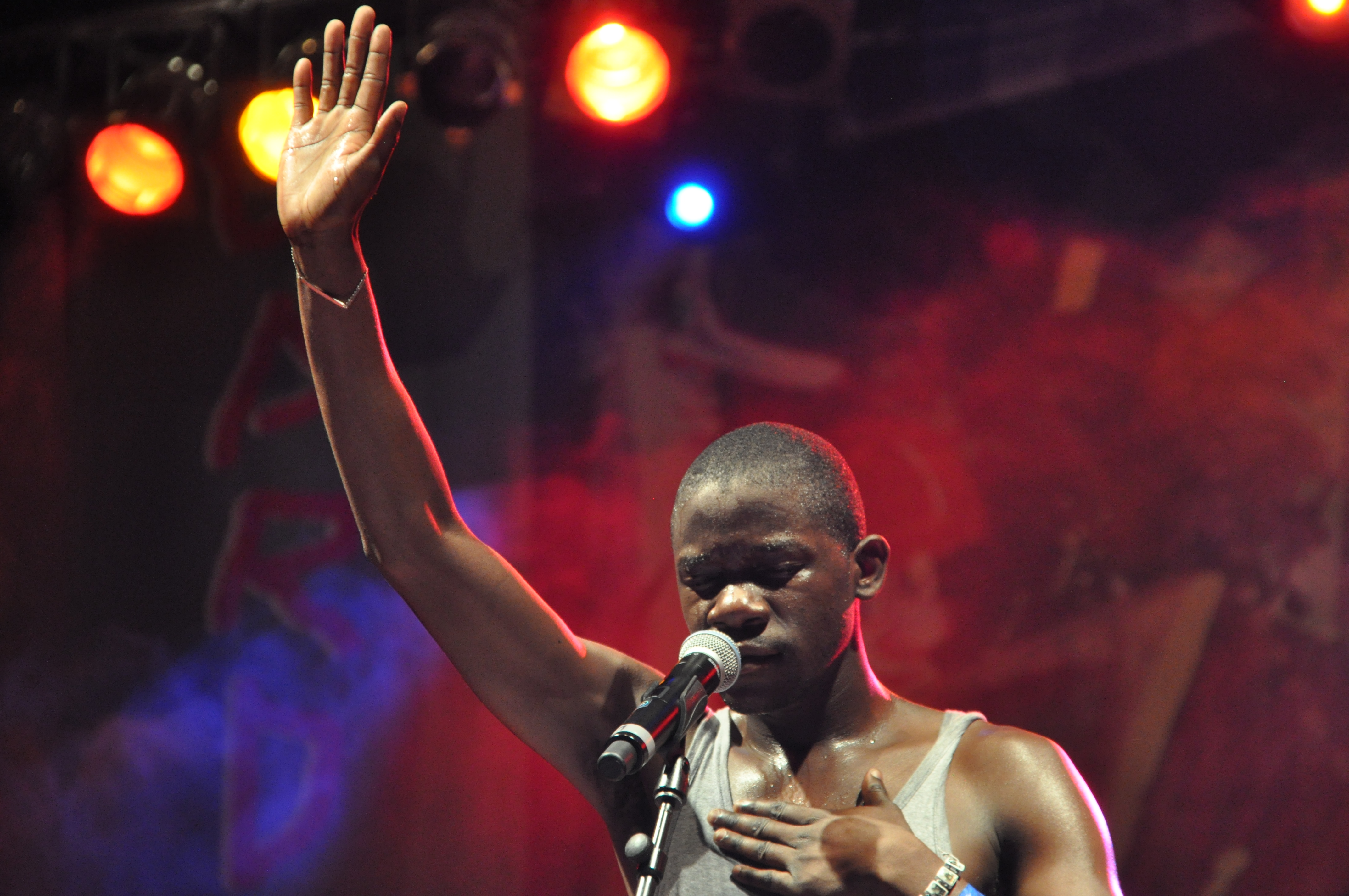
Mokoomba en el festival de música Bardentreffen 2013 en Núremberg, Alemania

## Jit
El jit es un término genérico para definir el pop impulsado por la guitarra eléctrica que incluye a grupos populares como New Black Eagles y Four Brothers. Es el único estilo de ritmo rápido, surgido de la batería acompañada de una sola guitarra, influenciado por estilos como el chimurenga, la rumba congoleña y algo de las guitarras de Tanzania. Es frecuente su empleo en ceremonias sociales que lleven celebraciones asociadas como las bodas, la recogida de las cosechas o las ganancias en los juegos.
El jit puede fusionarse con sonidos de saxofón, flautas o marimbas que se acercan a jazz, donde suele clasificarse el género jit.
Se hizo popular en la década de 1980 con las interpretaciones de Oliver Mutukudzi, Thomas Mapfumo, Chazezesa Challengers, The Four Brothers o Bhundu Boys el grupo más conocido nivel internacional, con trabajos grabados con diferentes músicos estadounidenses y británicos. Entre las bandas más modernas que han creado sonidos jit destacan Nehoreka, que fusiona el jit tradicional con sonidos funk; también están Mokoomba y Q Montana. En 1990 se rodó la película Jit que recibió el nombre del estilo musical. La película fue dirigida por Michael Raeburn y estrenada en Francia en 1990. El músico Oliver Tutu Mtukudzi creador de varios estilos musicales de Zimbabue figuró entre el reparto.

## Góspel
La música góspel se hizo popular en Zimbabue a finales de la década de 1980 tanto de grupos con afiliación religiosa como de grupos de asociaciones cuya misión consiste en transmitir a través de las composiciones, el evangelio. Jonathan Wutawunashe ha sido descrito como "la primera auténtica estrella del gospel de Zimbabue". Otros músicos que se incluyen en este género de música son Jordan Chataika, Freedom Sengwayo, Mechanic Manyeruke o Brian Sibalo. 
A principios de la década de los 1990, surgieron nuevas estrellas del gospel como Ivy Kombo-Moyo y Carol Mujokoro del EGEA gospel Train cuyo primer álbum, Mufudzi Wangu fue lanzado en 1993 y con temas como Be Thou My Vision, Ndotarisa Kumakomo y Utiziro entre otros. Ambos músicos continuaron con importantes carreras musicales en solitario y lanzaron los álbumes Ndaidziwanepi Nyasha y Ropa RaJesu en su debut como solistas respectivamente.
Los artistas de gospel que surgieron a mediados de los años 90 incluyeron a Lawrence Haisa, el hermano Sam con los éxitos Makanaka Jesu y Cherechedza, Elias Musakwa, Rita Shonhiwa, The Gospel Trumpet con la canción Rose Of Sharon y Shingisai Suluma, popular a principios del siglo XXI con éxito Mirira Mangwanani.
A finales de los años 90 Charles Charamba se hizo popular debido al estilo de su música basado en el Sungura. 
A principios del XXI varios artistas de gospel realizaron grabaciones de gospel, como Fungisai Zvakavapano - Mashavave, quien se convirtió en la intérprete de gospel femenina más importante del periodo. Otros artistas que surgieron fueron Stanley Gwanzura (Pastor Gee), Kudzai Nyakudya y en el gospel a capela destacaron músicos como Vabati VaJehovah y Shower Power.

## Bulawayo
La región dominada por el pueblo Matabele o Ndebele al suroeste de Zimbabue, incluida la ciudad de Bulawayo, ha sido fundamental en el desarrollo de la música de Zimbabue. Uno de los pioneros fue el guitarrista de los años 50, George Sibanda, con seguidores en toda África; junto con Dorothy Masuka, fue un importante intérprete en la escena del jazz sudafricano. Sin embargo, entre los artistas más populares del ndebele pop de la región se encontraba la estrella de los años 80 Lovemore Majaivana. Más tarde le siguieron Black Umfolosi, Insingizi Majahawodwa Ndlovu, Sandra Ndebele, Lwazi Tshabangu, Kuxxman, Go Boyz, Achuzi, Beate Mangethe, Vusa Mkhaya, Afrika Revenge y Ramadu.  
La marginación de los artistas de Bulawayo en Zimbabue ante el dominio y la influencia de la música sudafricana, respondió creando la música kwaito en Bulawayo, un estilo pionero empleado por Go-Boyz en 1996 y a partir del cual surgieron más grupos como GTI, Achuzi o Amagangsters. 
Dentro del estilo surgió el bulawayo-jazz en torno a la década de 1950, cuyos sonidos incluyen el saxofón tenor, la trompeta, la guitarra, el contrabajo, la tuba, el trombón y el banyo. Fue exportado a los países occidentales por Hugh Tracey a través de unas grabaciones realizadas entre 1950 y 1952 en Rodesia del Sur —actual Zimbabue— y su importancia reviste en ser uno de los pocos estilos de jazz surgidos fuera de los Estados Unidos a principios de los años 50. Músicos destacados de los ritmos del bulawayo-jazz fue August Msarurgwa, líder de la banda The African Dance Band of the Cold Storage Commission of Southern Rhodesia cuyo éxito "Skokiaan" fue interpretado por Louis Armstrong, Bill Haley & His Comets o el trompetista Herb Alpert entre otros músicos.

## Lírica
Las letras de los músicos zimbabuenses en su mayoría contienen alusiones a los valores sociales como la familia y la sociedad en general. Dichas letras se pueden ver en canciones de artistas y compositores como Oliver Mtukudzi. Destacan las letras de Thomas Mapfumo, escritas en lengua Shona, principalmente políticas fomentaban las buenas formas de los líderes políticos y criticaban a los malos gobernantes. La mayoría de sus álbumes llevan en su título una palabra que significa rebelión o liberación, Chimurenga. Su música le ha ocasionado serios problemas con el gobierno de ZANU-PF, que como respuesta a sus mensajes prohibió la emisión de su música en la radio y televisión estatal y lo encarceló durante noventa días a finales de 1977. Otro músico destacado con letras sorprendentes es el fallecido System Tazvida de los Chazezesa Challengers. Sus letras estuvieron centradas en temas románticos, temas como Anodyiwa Haataure, Ukarambwa Usachema, Vanotipedzera Mashoko y Dai Hanzvadzi Yairoorwa con los que alcanzó gran popularidad. Con la llegada de Urban Grooves , el contenido de las letras se asemeja más al de la música estadounidense R&B, hip hop y pop destinadas a las generaciones más jóvenes. El artista Maskiri es conocido por imitar el estilo de las letras controvertidas del rapero Eminem.

## Urban Grooves
El Urban Grooves entró en la escena musical de finales de la década de 1990 y principios de la década de 2000, interpretando el rap estadounidense, el hip hop, el R&B, el soul y otros géneros musicales internacionales, a menudo combinados con la música tradicional de Zimbabue. 
Artistas como Sanii Makhalima, Roy y Royce, David Chifunyise, Leonard Mapfumo, Roki, Stach, Betty Makaya, Extra Large, Maskiri, Kactus y Nehoreka fueron los que sentaron las bases para este nuevo género, que caló entre los jóvenes. El estilo se basa en contenido 100% local en vigor en ese momento, solo requería que todas las emisoras de radio reprodujeran solo música de artistas zimbabuenses. 
Una segunda generación de artistas como Alexio Kawara, Drum Dada, Q Montana, Mokoomba y Nehoreka han salido a la fama más recientemente.

## Otras lecturas
- Kendall, Judy y Banning Eyre . "Jit, Mbira y Chimurenga: ¡Juega fuerte!". 2000. En Broughton, Simon y Ellingham, Mark con McConnachie, James y Duane, Orla (Ed.), World Music, vol. 1: África, Europa y Medio Oriente, pp.   706–716. Rough Guides Ltd, Penguin Books. ISBN 1-85828-636-0